# Legio I Iulia Alpina

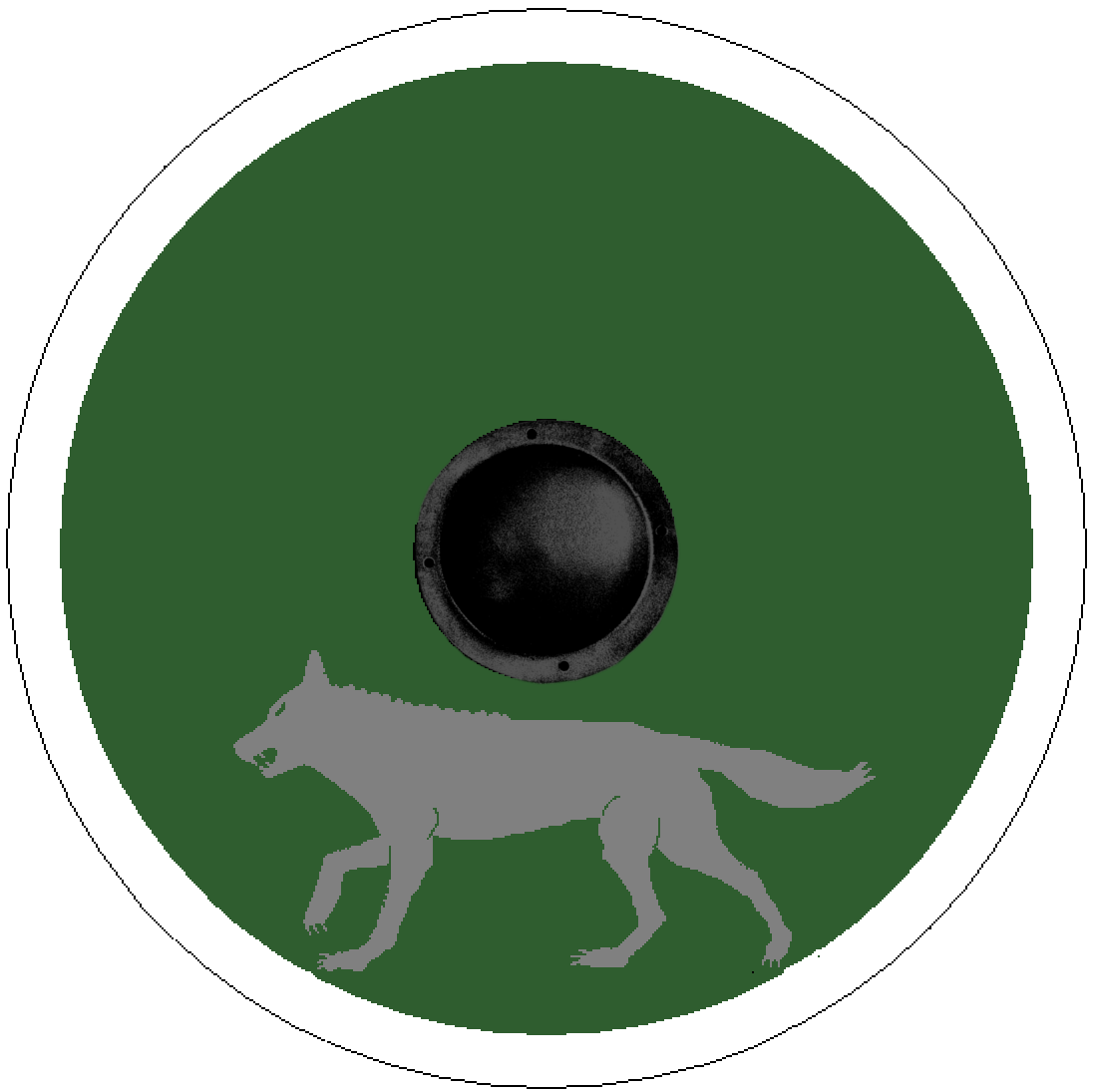
Schildbemalung (Pariser Manuskript) der Legio Prima Iulia Alpina im frühen 5. Jahrhundert

Die Legio I Iulia Alpina war eine Legion der römischen Armee, die wahrscheinlich unter Kaiser Constans (337–350 n. Chr.) ausgehoben wurde und bis ins 5. Jahrhundert hinein bestand. Namensgebend war wohl die Region der Julischen Alpen, wo die Rekruten der Legion ausgehoben wurden und/oder sie anfänglich stationiert war. Sie wurde mit ihren Schwesterlegionen 
- Legio II Iulia Alpina und
- Legio III Iulia Alpina

vermutlich zunächst in der Provinz Alpes Cottiae stationiert.
Zur Zeit der Notitia Dignitatum um 430 unterstand die Prima Alpina als Pseudocomitatenses dem Magister peditum und war Teil des italienischen Feldheeres. Sie operierte bei Feldzügen wohl zusammen mit der Legio Secunda Iulia Alpina.